# 圣费利切-德尔莫利塞
圣费利切-德尔莫利塞（義大利語：San Felice del Molise），是意大利坎波巴索省的一个市镇。总面积24平方公里，人口701人，人口密度29.2人/平方公里（2009年）。ISTAT代码为070064。